# Edward Miziołek
Edward Miziołek (ur. 1935 w Jackowicach, zm. 15 lipca 2020 w Łodzi) – polski geolog, filokratysta, pasjonat historii Ziemi Łowickiej.

## Życiorys
Przez ponad 30 lat pracował jako geolog przy poszukiwaniu i rozpoznawaniu złóż, następnie przez 15 lat w Oddziale Geologii i Górnictwa oraz jako starszy inspektor w Wydziale Środowiska i Rolnictwa Łódzkiego Urzędu Wojewódzkiego. Był doktorem nauk przyrodniczych, związanym z Uniwersytetem Łódzkim i autorem 120 publikacji związanych z surowcami skalnymi w regionie łódzkim. Był pomysłodawcą i twórcą ponad 30 wystaw pocztówek ze zbiorów własnych oraz był autorem pierwszego, źródłowego opracowania historii pocztówek na terenie ziemi łowickiej nagrodzonej Złotym Ekslibrisem przez Wojewódzką Bibliotekę Publiczną im. Józefa Piłsudskiego w Łodzi, jako najlepsza książka popularnonaukowa wydana w 2000 roku w województwie łódzkim. Należał do Towarzystwa Opieki nad Zabytkami Oddział w Łodzi, Łódzkiego Towarzystwa Przyjaciół Książki (od 1999) i Stowarzyszenia Autorów Polskich (od 2005). Został pochowany w części ewangelicko-augsburskiej Starego Cmentarza w Łodzi.

## Publikacje
- Ziemia Łowicka: budowa geologiczna i surowce mineralne, MOBN MTK SN, 1982;
- Właściwości litologiczne i surowcowe osadów zastoiskowych w regionie łódzkim, 1985;
- Łowicka pocztówka 1899-1999, Łowicz 2000;
- Dr Józef Michał Twarowski lekarz, ziemianin, pierwszy rządowy komisarz na powiat łowicki w 1918 r., Łowicki Ośrodek Kultury, 2008, ISBN 978-83-913912-0-4;
- Genealogia rodziny Miziołków, Wydawnictwo Biblioteka, 2012, ISBN 978-83-62378-30-2.

## Odznaczenia
- Odznaka honorowa „Zasłużony dla Kultury Polskiej” (2012)[3],
- Złota Odznaka „Zasłużony dla polskiej geologii” (1979)[2],
- Złoty Ekslibris za „Łowicka pocztówka 1899-1999” przyznany przez Wojewódzką Bibliotekę Publiczną im. Marszałka Józefa Piłsudskiego w Łodzi[3].